# Landet för länge sedan VIII: När isen kom
Landet för längesedan VIII: När isen kom (engelska: The Land Before Time VIII: The Big Freeze) är en amerikansk långfilm i regi av Charles Grosvenor, utgiven direkt till video i USA den 4 december 2001. Filmen är den sjunde uppföljaren till Landet för längesedan.

## Handling
Snön faller ner i den Stora Dalen och alla dinosaurier är medvetna om att de är hotade. Tagg däremot vill gärna följa med en flock Stegosauriusar på deras flykt. När Tagg gör det följer Lillefot, Cera, Kvacky och Petrie efter honom genom den farliga snön. 

## Svenskspråkiga röster
- Leo Hallerstam - Lillefot
- Eleonor Telcs - Cera
- Staffan Hallerstam - Petri
- Annelie Berg - Kvacki
- Sture Ström - Morfar
- Annelie Berg - Mormor
- Jasmine Heikura - Tippy
- Stephan Karlsén - Tjocknos
- Maria Rydberg - Kvackis Mamma
- Johan Hedenberg - Stegosaurusledare
- Maria Rydberg - Petris Mamma
- Charlotte Ardai Jennefors - Tippys Mamma

### Fotnoter
1. ↑  ”Landet för längesedan VIII: När isen kom” (på engelska). Internationall Movie Database. 4 december 2001. http://www.imdb.com/title/tt0301526/releaseinfo?ref_=tt_ov_inf. Läst 27 augusti 2016.